# Chimerella
Chimerella es un género de anfibios anuros de la familia de las ranas de cristal (Centrolenidae). Se distribuyen por la zona andina de Ecuador, Perú y probablemente Colombia.

## Especies
Se reconocen las siguientes tres especies:
- Chimerella corleone Twomey, Delia & Castroviejo-Fisher, 2014.[2]
- Chimerella mariaelenae (Cisneros-Heredia & McDiarmid, 2006).
- Chimerella mira Köhler, Venegas, Castillo-Urbina, Glaw, Aguilar-Puntriano & Vences, 2023.[3]